# Conselho Nacional dos Direitos da Mulher
O Conselho Nacional dos Direitos da Mulher (CNDM) é um órgão colegiado consultivo brasileiro, criado em 29 de agosto de 1985, por meio da Lei Federal nº 7.353, pelo Presidente José Sarney, com o objetivo de "promover, em âmbito nacional, políticas para as mulheres com a perspectiva de gênero, que visem - eliminar o preconceito e a discriminação, inclusive as de aspectos econômicos e financeiros, ampliando o processo de controle social sobre as referidas políticas (Artigo 1º)." E está vinculado a Secretaria Especial de Políticas para as Mulheres (SPM).
Movimentos feministas e as militantes que lutavam pela democracia e pelos direitos das mulheres foram as responsáveis pela conquista da criação do órgão logo no primeiro ano de governo civil após a Ditadura Militar.

## História
No dia 29 de agosto de 1985, através da Lei Federal nº 7.353, foi criado o Conselho Nacional dos Direitos da Mulher (CNDM). Dentro desta lei, também foi criado o Fundo Especial dos Direitos da Mulher. No início, o CNDM era vinculado ao Ministério da Justiça e era formado por um Conselheiro Deliberativo, Assessoria Técnica e Secretaria Executiva. O Presidente da República era o responsável em nomear a Presidente do Conselho e o Conselho Deliberativo em um mandato de quatro anos. O Conselho era composto por uma equipe de dezessete mulheres e três suplentes, com 1/3 dos nomes indicados pela sociedade civil. A maioria dos membros da equipe eram feministas autônomas de diversos estados brasileiros. A primeira Presidente do Conselho foi a jornalista e empresária Maria Ruth dos Santos e primeiras conselheiras foram Eunice Mafalda Michiles, Leila de Almeida Gonzáles, Ruth Cardoso, Jacqueline Pitanguy, Rose Marie Gebara Muraro, Marina Colassanti, Tizuko Yamazaki, Maria da Conceição Tavares, Maria Elvira Salles Ferreira, Cristina Tavares, Benedita da Silva, Irondi Pugliesi, Nair Goulart, Leila de Abreu, Nair Guedes e Ana Montenegro. Como suplentes foram designadas Lúcia Arruda, Maria Betânia Melo D´Avila e Maria Lúcia D´Avila Pizolanti.
Até o ano de 1987, o CNDM ficou provisoriamente no prédio do Ministério da Fazenda, por falta de espaço no Ministério da Justiça. Depois foi transferido para o edifício anexo do Ministério da Justiça.
No ano de 1989, o CNDM sofreu esvaziamento por decisões do Governo Federal. E com as diversas trocas de mandatos presidenciais e interesses políticos, o CNDM sofreu mudanças em sua estrutura. E em 1995, o Conselho Nacional dos Direitos da Mulher foi reativado pelo Presidente da República, mas sem fundo próprio e sem corpo administrativo e no ano de 1997, foi rebaixado na hierarquia do Ministério da Justiça.
No ano de 2003, foi criada a Secretaria Especial de Políticas para as Mulheres (SPM), com status de ministério,  e o CNDM foi vinculado a esta Secretaria, na data de 28 de maio de 2003, através da Lei nº 10.683. Neste novo modelo, houve um crescimento da representatividade política das mulheres no CNDM, com o aumento numérico de representantes da sociedade civil e das mulheres de notório conhecimento das questões de gênero.

## Funcionamento
As reuniões ordinárias ocorrem a cada quatro meses e as reuniões extraordinárias podem ocorrer a qualquer momento, sendo convocado pela presidente ou pelo mínimo de dezessete membros titulares e com um prazo de pelo menos sete dias antes da data da reunião. E os recursos financeiros são consignados pelo Presidência da República.

## Composição

### Governamentais
- Secretária Nacional de Políticas para as Mulheres e Presidente do CNDM[4]
- Secretaria Nacional de Políticas de Promoção da Igualdade Racial[4]
- Secretaria Nacional de Cidadania[4]
- Secretaria-Geral da Presidência da República[4]
- Casa Civil da Presidência da República[4]
- Ministério da Cultura[4]
- Ministério da Ciência, Tecnologia, Inovações e Comunicações[4]
- Secretaria Especial de Agricultura Familiar e do Desenvolvimento Agrário[4]
- Ministério do Desenvolvimento Social e Agrário[4]
- Ministério da Educação[4]
- Ministério da Justiça[4]
- Ministério do Meio Ambiente[4]
- Ministério do Planejamento, Orçamento e Gestão[4]
- Ministério da Saúde[4]
- Ministério das Relações Exteriores[4]
- Ministério do Trabalho[4]

### Entidades da Sociedade Civil
Eleitos para mandato de 2021 a 2024.
- Articulação Brasileira de Lésbicas – ABL
- Confederação das Mulheres do Brasil

- União Brasileira de Mulheres – UBM
- Associação Brasileira de Mulheres de Carreira Jurídica – ABMCJ
- Centro de Estudos Afro-Religioso e Cultural Rumpaime Héviosô ZÔÔNOKUM MEAN
- Rede feminista de Saúde, Direitos Sexuais e Reprodutivos
- Rede Nacional de Mulheres Negras no Combate à Violência
- União de Negras e Negros pela Igualdade – UNEGRO
- Evangélicas por Igualdade de Gênero - EIG
- Capítulo Brasil Fórum de Mulheres do Mercosul

- Federação das Associações de Mulheres de Negócios e Profissionais
- Organização Nacional de Cegos do Brasil – ONCB
- Associação Nacional de Travestis e Transexuais – ANTRA
- Fórum Nacional de Travestis e Transexuais Negras e Negros – FONATRANS
- Central Única dos Trabalhadores – CUT
- Central dos Trabalhadores e Trabalhadoras do Brasil - CTB
- Confederação Nacional dos Trabalhadores em Educação – CNTE
- Federação Nacional das Trabalhadoras Domésticas – FENATRAD
- Instituto Brasileiro de Direito de Família – IBDFAM
- Conselho Federal de Psicologia – CFP
- Confederação Nacional de Trabalhadores na Indústria – CNTI